# Schiltzberg
Schiltzberg (luxemburgisch Schiltzbierg'ⓘ) ist eine Ortschaft in der Gemeinde Fischbach im Kanton Mersch im Großherzogtum Luxemburg.

## Lage
Schiltzberg liegt im Tal der Weißen Ernz etwas nördlich der CR 130. Nachbarorte sind im Osten Godbringen und im Westen Ködingen.

## Geschichte
Im Bereich der Ortschaft Schiltzberg sind erst 1824 erste Gebäude kartographisch aufgenommen worden. Bei Schiltzberg steht ein Wegekreuz von 1843.